# Otiothops recurvus
Otiothops recurvus is een spinnensoort uit de familie Palpimanidae. De soort komt voor in Brazilië.